# Kiendpalogo (Korsimoro)
Pour les articles homonymes, voir Kiendpalogo.
Kiendpalogo est une localité située dans le département de Korsimoro de la province du Sanmatenga dans la région Centre-Nord au Burkina Faso.

## Éducation et santé
Le centre de soins le plus proche de Kiendpalogo est le centre de santé et de promotion sociale (CSPS) de Korsimoro tandis que le centre hospitalier régional (CHR) se trouve à Kaya.
Kiendpalogo possède une école primaire publique.